# Слотняк
Слотняк (Phoeniculus) — рід птахів родини слотнякових (Phoeniculidae). Містить 5 видів. Рід поширений в Африці південніше Сахари.

## Види
- Слотняк білоголовий (Phoeniculus bollei)
- Слотняк рудоголовий (Phoeniculus castaneiceps)
- Слотняк фіолетовий (Phoeniculus damarensis)
- Слотняк пурпуровий (Phoeniculus purpureus)
- Слотняк ефіопський (Phoeniculus somaliensis)